# Maziarki
Maziarki (ukr. Мазярка) – wieś na Ukrainie w rejonie lwowskim (wcześniej w rejonie kamioneckim) obwodu lwowskiego.